# Апикотоа, Фангатапу
Фангатапу Апикотоа (англ. Fangatapu Apikotoa; род. 31 августа 1983 года, Нукуалофа) — тонганский профессиональный регбист, игравший на позиции десятого номера.

## Биография

### Клубная карьера
Начинал играть в регби за местные тонганские клубы, после перебрался в Европу. Играл в четырех чемпионатах, нигде не задерживаясь больше года, пока в 2015 году не осел в Красноярске. В команду «Красный Яр» его пригласил соотечественник Сиуа Таумалоло. В первый год сходу стал чемпионом России и обладателем Кубка, однако плохо пробивал по воротам, вследствие чего ему нашли замену в лице Лаши Малагурадзе. Впоследствии был переведен на позицию внутреннего трехчетвертного.

### Карьера в сборной
За сборную Тонга провел 30 матчей, 20 из которых в стартовом составе.

### Семья
Женат, воспитывает 5 детей, среди которых лишь один мальчик.